# Catas Altas
Catas Altas är en kommun i Brasilien.   Den ligger i delstaten Minas Gerais, i den sydöstra delen av landet, 700 km sydost om huvudstaden Brasília. Antalet invånare är 4 839.
I omgivningarna runt Catas Altas växer i huvudsak städsegrön lövskog. Runt Catas Altas är det glesbefolkat, med 13 invånare per kvadratkilometer.